# Lepidiota aenigma
Lepidiota aenigma är en skalbaggsart som beskrevs av Britton 1978. Lepidiota aenigma ingår i släktet Lepidiota och familjen Melolonthidae. Inga underarter finns listade i Catalogue of Life.